# Torneig d'escacs de Múnic 1941
El Torneig d'escacs de Múnic 1941, o segon Europaturnier, (el primer va tenir lloc a Stuttgart el maig de 1939), fou un torneig d'escacs que se celebrà a Múnic entre el 8 i el 14 de setembre de 1941. L'esdeveniment fou organitzat per Ehrhardt Post, Cap Executiu de la Federació Nazi d'escacs (Grossdeutscher Schachbund). Max Euwe va declinar la invitació al torneig degut a "obligacions laborals" (va refusar de participar, en realitat, perquè hi era convidat Aleksandr Alekhin, de qui Euwe sabia que havia escrit una sèrie d'articles antisemites. Alekhin havia, efectivament, escrit sis articles apareguts al diari nazi parisenc Pariser Zeitung el març de 1941. També havia escrit una sèrie d'articles per a la publicació Die Deutsche Zeitung in den Niederlanden titulats "Escacs jueus i escacs aris". Els articles foren reproduïts a Deutsch Schachzeitung. Entre altres temes, Alekhin havia escrit sobre el "contuberni jueu" sal voltant d'Euwe al Campionat del Món d'escacs de 1935.
El torneig el va guanyar Gösta Stoltz, que va puntuar espectacularment (1½ punts per sobre d'Alekhin i Erik Lundin), i que va guanyar 1,000 Reichsmarks. El trofeu (donat pel Ministerpräsident Ludwig Siebert) de porcellana de Meissen tenia també un valor de $1,000.
Resultats finals:
| #     | Jugador               | País              | 1 | 2 | 3 | 4 | 5 | 6 | 7 | 8 | 9 | 10 | 11 | 12 | 13 | 14 | 15 | 16 | Total |
| 1     | Gösta Stoltz          | Suècia            | x | ½ | 1 | 0 | 1 | 1 | 1 | ½ | 1 | ½  | 1  | 1  | 1  | ½  | 1  | 1  | 12    |
| 2-3   | Aleksandr Alekhin     | França/ Rússia    | ½ | x | ½ | 1 | 0 | 1 | ½ | 1 | 1 | 1  | ½  | ½  | 0  | 1  | 1  | 1  | 10.5  |
| 2-3   | Erik Lundin           | Suècia            | 0 | ½ | x | 0 | ½ | 1 | ½ | 1 | ½ | 1  | 1  | 1  | 1  | 1  | ½  | 1  | 10.5  |
| 4     | Iefim Bogoliúbov      | / Ucraïna         | 1 | 0 | 1 | x | ½ | 0 | ½ | ½ | 0 | 1  | ½  | 1  | ½  | 1  | 1  | 1  | 9.5   |
| 5-6   | Bjørn Nielsen         | Dinamarca         | 0 | 1 | ½ | ½ | x | 1 | ½ | ½ | 0 | ½  | 0  | 1  | ½  | 1  | 1  | 1  | 9     |
| 5-6   | Kurt Richter          | / Alemanya        | 0 | 0 | 0 | 1 | 0 | x | ½ | 0 | 1 | 1  | 1  | 1  | 1  | 1  | 1  | ½  | 9     |
| 7     | Jan Foltys            | Bohèmia i Moràvia | 0 | ½ | ½ | ½ | ½ | ½ | x | 1 | ½ | 0  | ½  | 1  | 1  | 0  | 1  | ½  | 8     |
| 8     | Pál Réthy             | Hongria           | ½ | 0 | 0 | ½ | ½ | 1 | 0 | x | 0 | ½  | ½  | ½  | 1  | 1  | ½  | 1  | 7.5   |
| 9-10  | Braslav Rabar         | Croàcia           | 0 | 0 | ½ | 1 | 1 | 0 | ½ | 1 | x | ½  | 0  | 0  | ½  | ½  | 1  | ½  | 7     |
| 9-10  | Georg Kieninger       | / Alemanya        | ½ | 0 | 0 | 0 | ½ | 0 | 1 | ½ | ½ | x  | ½  | 1  | ½  | ½  | ½  | 1  | 7     |
| 11    | Géza Füster           | Hongria           | 0 | ½ | 0 | ½ | 1 | 0 | ½ | ½ | 1 | ½  | x  | 0  | 1  | 0  | 0  | 1  | 6.5   |
| 12    | Paul Mross            | / Polònia         | 0 | ½ | 0 | 0 | 0 | 0 | 0 | ½ | 1 | 0  | 1  | x  | ½  | 1  | ½  | 1  | 6     |
| 13    | Karel Opočenský       | Bohèmia i Moràvia | 0 | 1 | 0 | ½ | ½ | 0 | 0 | 0 | ½ | ½  | 0  | ½  | x  | ½  | 1  | ½  | 5.5   |
| 14-15 | Ivan Vladimir Rohaček | Eslovàquia        | ½ | 0 | 0 | 0 | 0 | 0 | 1 | 0 | ½ | ½  | 1  | 0  | ½  | x  | ½  | 0  | 4.5   |
| 14-15 | Nicolaas Cortlever    | Països Baixos     | 0 | 0 | ½ | 0 | 0 | 0 | 0 | ½ | 0 | ½  | 1  | ½  | 0  | ½  | x  | 1  | 4.5   |
| 16    | Peter Leepin          | Suïssa            | 0 | 0 | 0 | 0 | 0 | ½ | ½ | 0 | ½ | 0  | 0  | 0  | ½  | 1  | 0  | x  | 3     |